# Funaria capillaris
Funaria capillaris là một loài Rêu trong họ Funariaceae. Loài này được Warnst. mô tả khoa học đầu tiên năm 1915.